# Certificado de dispensa de incorporação
O Certificado de Dispensa de Incorporação (CDI) é um documento que comprova que um determinado cidadão brasileiro se alistou em alguma força armada, porém, foi dispensado do serviço militar, tendo em vista suas situações peculiares ou por excederem as possibilidades de incorporação existentes. Todo CDI pertence a 3ª Categoria, uma vez que, quando se é dispensado, não servirá o exército, exceto quando convocado ou por meio de concursos públicos.

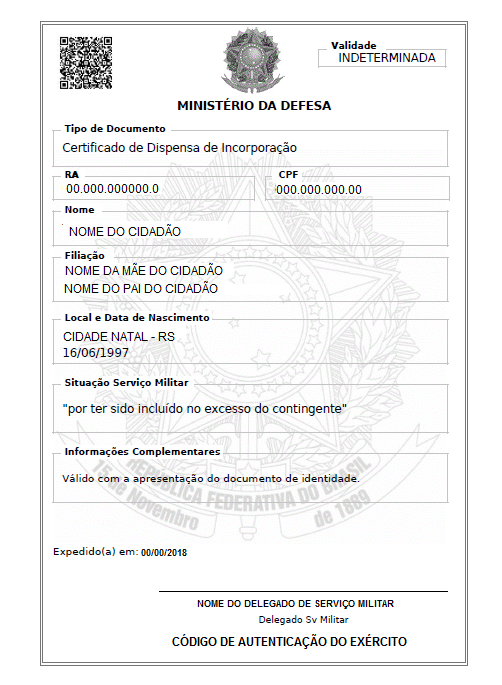
Modelo de Certificado de Dispensa (CDI)

No certificado de dispensa de incorporação, a unidade militar é o número da CSM OU da OAM.
Para fazer a solicitação deste documento, deve-se direcionar a Junta de Serviço Militar mais próxima e pedir a solicitação do Certificado de Dispensa ou pelo site alistamento.eb.mil.br.